# Roßbach (Bischoffen)
Roßbach ist ein Ortsteil der Gemeinde Bischoffen im mittelhessischen Lahn-Dill-Kreis.

## Geografie
Der Ort liegt von Wald umgeben im Niederweidbacher Becken an der Aartalsperre. Durch das Dorf verläuft die Landesstraße 3287.

## Geschichte

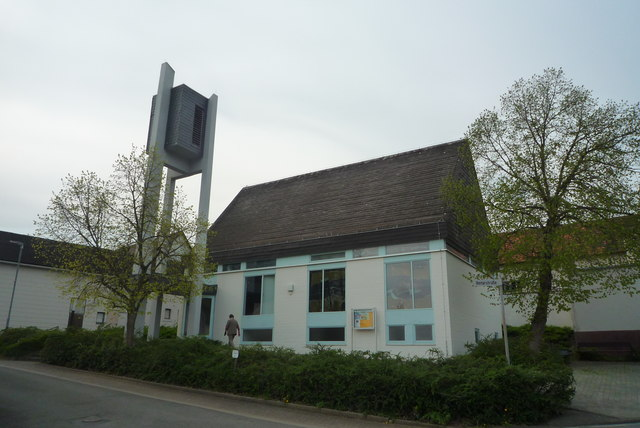
Evangelische Kirche

Die älteste bekannte schriftliche Erwähnung von Roßbach erfolgte im Jahr 1304 unter dem Namen Rosbach.
Es lag an der jüngeren Köln-Leipziger Handelsstraße. Bis zum Jahr 1618 war Roßbach nach Altenkirchen eingepfarrt, danach kam es zur Pfarrei in Niederweidbach.
Das heute noch in Betrieb befindliche Backhaus wurde im 18. Jahrhundert erbaut. Vor diesem Backhaus steht seit alters her der Dorfbrunnen.
Die Statistisch-topographisch-historische Beschreibung des Großherzogthums Hessen berichtet 1830 über Roßbach:

„Roßbach (L. Bez. Gladenbach) evangel. Filialdorf; liegt 2 St. von Gladenbach, hat 1 Kapelle, 46 Häuser und 230 Einwohner, die alle evangelisch sind, und sich durch Ackerbau, Viehzucht und forstliche Nutzungen im ziemlichen Wohlstande befinden. – Durch den Hauptvergleich vom 30. October 1629 zwischen Hessen und Solms, in welchem die Aemter Königsberg und Hohensolms getheilt wurden, kam der Ort mit andern Orten ausschließend an ersteres Haus.“

Im Rahmen der Gebietsreform in Hessen wurde die Gemeinde Roßbach auf freiwilliger Basis am 1. April 1972 nach Niederweidbach eingegliedert, diese Gemeinde wurde wiederum am 1. Juli 1974 kraft Landesgesetz mit Bischoffen sowie weiteren Gemeinden zur Großgemeinde Bischoffen zusammengeschlossen.
Für alle ehemals eigenständigen Gemeinden wurden Ortsbezirke errichtet.

### Territorialgeschichte und Verwaltung
Die folgende Liste zeigt im Überblick die Territorien, in denen Roßbach lag, bzw. die Verwaltungseinheiten, denen es unterstand:
- vor 1357: Heiliges Römisches Reich, Grafen von Solms
- ab 1357: Heiliges Römisches Reich, Landgrafschaft Hessen und Hohensolms gemeinschaftlich, Amt Königsberg (1356: Zent Altenkirchen)
- ab 1567: Heiliges Römisches Reich, Landgrafschaft Hessen-Marburg und Hohensolms gemeinschaftlich, Amt Königsberg (Gericht Altenkirchen)[8]
- 1604–1648: Heiliges Römisches Reich, strittig zwischen Landgrafschaft Hessen-Darmstadt und Landgrafschaft Hessen-Kassel (Hessenkrieg)
- ab 1627: Heiliges Römisches Reich, Landgrafschaft Hessen-Darmstadt, und  Hohensolms gemeinschaftlich, Amt Königsberg
- ab 1629: Heiliges Römisches Reich, Landgrafschaft Hessen-Darmstadt (durch Abteilungsvertrag), Amt Königsberg[9]
- 1787: Heiliges Römisches Reich, Landgrafschaft Hessen-Darmstadt, Oberfürstentum Hessen, Amt Königsberg[10]
- ab 1806: Rheinbund, Großherzogtum Hessen, Oberfürstentum Hessen, Amt Königsberg[11][12]
- ab 1815: Deutscher Bund, Großherzogtum Hessen, Provinz Oberhessen, Amt Königsberg[13]
- ab 1821: Deutscher Bund, Großherzogtum Hessen, Provinz Oberhessen, Landratsbezirk Gladenbach (Trennung zwischen Justiz (Landgericht Gladenbach) und Verwaltung)
- ab 1832: Deutscher Bund, Großherzogtum Hessen, Provinz Oberhessen, Kreis Biedenkopf
- ab 1848: Deutscher Bund, Großherzogtum Hessen, Regierungsbezirk Biedenkopf
- ab 1852: Deutscher Bund, Großherzogtum Hessen, Provinz Oberhessen, Kreis Biedenkopf
- ab 1867: Norddeutscher Bund, Königreich Preußen, Provinz Hessen-Nassau,  Regierungsbezirk Wiesbaden, Kreis Biedenkopf (übergangsweise Hinterlandkreis)[9]
- ab 1871: Deutsches Reich, Königreich Preußen, Provinz Hessen-Nassau, Regierungsbezirk Wiesbaden, Kreis Biedenkopf
- ab 1918: Deutsches Reich, Freistaat Preußen, Provinz Hessen-Nassau, Regierungsbezirk Wiesbaden, Kreis Biedenkopf
- ab 1932: Deutsches Reich, Freistaat Preußen, Provinz Hessen-Nassau, Regierungsbezirk Wiesbaden, Kreis Dillenburg
- ab 1933: Deutsches Reich, Freistaat Preußen, Provinz Hessen-Nassau, Regierungsbezirk Wiesbaden, Kreis Biedenkopf
- ab 1944: Deutsches Reich, Freistaat Preußen, Provinz Nassau, Kreis Biedenkopf
- ab 1945: Amerikanische Besatzungszone, Groß-Hessen, Regierungsbezirk Wiesbaden, Kreis Biedenkopf
- ab 1949: Bundesrepublik Deutschland, Land Hessen (seit 1946), Regierungsbezirk Wiesbaden, Kreis Biedenkopf
- ab 1968: Bundesrepublik Deutschland, Land Hessen, Regierungsbezirk Darmstadt, Kreis Biedenkopf
- am 1. April 1972 wurde Roßbach als Ortsteil der Gemeinde Niederweidbach eingegliedert.
- ab 1974: Bundesrepublik Deutschland, Land Hessen, Regierungsbezirk Darmstadt, Landkreis Wetzlar
- am 1. Juli 1974 entstand die neu gebildete Gemeinde Bischoffen durch Zusammenschluss von Bischoffen, Niederweidbach, Oberweidbach und Wilsbach.
- ab 1977: Bundesrepublik Deutschland, Land Hessen, Regierungsbezirk Darmstadt, Lahn-Dill-Kreis
- ab 1981: Bundesrepublik Deutschland, Land Hessen, Regierungsbezirk Gießen, Lahn-Dill-Kreis

### Gerichtszugehörigkeit seit 1803
In der Landgrafschaft Hessen-Darmstadt wurde mit Ausführungsverordnung vom 9. Dezember 1803 das Gerichtswesen neu organisiert. Für die Provinz Oberhessen wurde das Hofgericht Gießen als Gericht der zweiten Instanz eingerichtet. Die Rechtsprechung der ersten Instanz wurde durch die Ämter bzw. Standesherren vorgenommen und somit war für Roßbach das „Amt Königsberg“ zuständig.
Das Hofgericht war für normale bürgerliche Streitsachen Gericht der zweiten Instanz, für standesherrliche Familienrechtssachen und Kriminalfälle die erste Instanz. Übergeordnet war das Oberappellationsgericht Darmstadt.
Mit der Gründung des Großherzogtums Hessen 1806 wurde diese Funktion beibehalten, während die Aufgaben der ersten Instanz 1821 im Rahmen der Trennung von Rechtsprechung und Verwaltung auf die neu geschaffenen Land- bzw. Stadtgerichte übergingen. „Landgericht Gladenbach“ war daher von 1821 bis 1866 die Bezeichnung für das erstinstanzliche Gericht, das für Roßbach zuständig war.
Nach der Abtretung des Kreises Biedenkopf an Preußen infolge des Friedensvertrags vom 3. September 1866 zwischen dem Großherzogtum Hessen und dem Königreich Preußen wurde der Landgerichtsbezirk Gladenbach preußisch. Im Juni 1867 erging eine königliche Verordnung, die die Gerichtsverfassung im vormaligen Herzogtum Nassau und den vormals zum Großherzogtum Hessen gehörenden Gebietsteilen neu ordnete. Die bisherigen Gerichtsbehörden sollten aufgehoben und durch Amtsgerichte in erster, Kreisgerichte in zweiter und ein Appellationsgericht in dritter Instanz ersetzt werden. Im Zuge dessen erfolgte am 1. September 1867 die Umbenennung des bisherigen Landgerichts in Amtsgericht Gladenbach. Die Gerichte der übergeordneten Instanzen waren das Kreisgericht Dillenburg und das Appellationsgericht Wiesbaden. Aufgrund des Gerichtsverfassungsgesetzes 1877 kam es mit Wirkung zum 1. Oktober 1879 zum Wechsel des Amtsgerichts in den Bezirk des neu errichteten Landgerichts Marburg.
Vom 1. Oktober 1944 bis 1. Januar 1949 gehörte das Amtsgericht Gladenbach zum Landgerichtsbezirk Limburg, danach aber wieder zum Landgerichtsbezirk Marburg. Am 1. Juli 1968 erfolgte die Aufhebung des Amtsgerichts Gladenbach, welches fortan nur noch als Zweigstelle des Amtsgerichts Biedenkopf fungierte. Am 1. November 2003 wurde diese Zweigstelle schließlich aufgelöst. Mit dem Wechsel von Roßbach  1974 in den Kreis Wetzlar erfolgte auch die Zulegung zum Bereich des Amtsgerichts Wetzlar.
Die übergeordneten Instanzen sind jetzt das Landgericht Limburg, das Oberlandesgericht Frankfurt am Main sowie der Bundesgerichtshof als letzte Instanz.

### Bevölkerung

#### Einwohnerentwicklung
Quelle: Historisches Ortslexikon
| • 1577: | 028 Hausgesesse                                                      |
| • 1677: | 026 Hausgründe (20 Männer, 1 Neumann, 5 Witwen, 10 ledige Personen). |
| • 1742: | 061 Haushalte                                                        |
| • 1791: | 244 Einwohner                                                        |
| • 1800: | 220 Einwohner                                                        |
| • 1806: | 230 Einwohner, 48 Häuser                                             |
| • 1829: | 230 Einwohner, 46 Häuser                                             |

| Roßbach: Einwohnerzahlen von 1791 bis 2019 | Roßbach: Einwohnerzahlen von 1791 bis 2019 | Roßbach: Einwohnerzahlen von 1791 bis 2019 | Roßbach: Einwohnerzahlen von 1791 bis 2019 | Roßbach: Einwohnerzahlen von 1791 bis 2019 |
| --- | ------------------------------------------ | ------------------------------------------ | ------------------------------------------ | ------------------------------------------ |
| Jahr |                                            |                                            |                                            | Einwohner                                  |
| 1791 | 1791                                       |                                            | 244                                        | 244                                        |
| 1800 | 1800                                       |                                            | 220                                        | 220                                        |
| 1806 | 1806                                       |                                            | 230                                        | 230                                        |
| 1829 | 1829                                       |                                            | 230                                        | 230                                        |
| 1834 | 1834                                       |                                            | 249                                        | 249                                        |
| 1840 | 1840                                       |                                            | 335                                        | 335                                        |
| 1846 | 1846                                       |                                            | 270                                        | 270                                        |
| 1852 | 1852                                       |                                            | 257                                        | 257                                        |
| 1858 | 1858                                       |                                            | 239                                        | 239                                        |
| 1864 | 1864                                       |                                            | 232                                        | 232                                        |
| 1871 | 1871                                       |                                            | 207                                        | 207                                        |
| 1875 | 1875                                       |                                            | 213                                        | 213                                        |
| 1885 | 1885                                       |                                            | 190                                        | 190                                        |
| 1895 | 1895                                       |                                            | 220                                        | 220                                        |
| 1905 | 1905                                       |                                            | 217                                        | 217                                        |
| 1910 | 1910                                       |                                            | 214                                        | 214                                        |
| 1925 | 1925                                       |                                            | 240                                        | 240                                        |
| 1939 | 1939                                       |                                            | 231                                        | 231                                        |
| 1946 | 1946                                       |                                            | 316                                        | 316                                        |
| 1950 | 1950                                       |                                            | 327                                        | 327                                        |
| 1956 | 1956                                       |                                            | 302                                        | 302                                        |
| 1961 | 1961                                       |                                            | 300                                        | 300                                        |
| 1967 | 1967                                       |                                            | 310                                        | 310                                        |
| 1980 | 1980                                       |                                            | ?                                          | ?                                          |
| 1990 | 1990                                       |                                            | ?                                          | ?                                          |
| 2000 | 2000                                       |                                            | ?                                          | ?                                          |
| 2011 | 2011                                       |                                            | 396                                        | 396                                        |
| 2015 | 2015                                       |                                            | 396                                        | 396                                        |
| 2019 | 2019                                       |                                            | 371                                        | 371                                        |
| Datenquelle: Historisches Gemeindeverzeichnis für Hessen: Die Bevölkerung der Gemeinden 1834 bis 1967. Wiesbaden: Hessisches Statistisches Landesamt, 1968. Weitere Quellen: ; 2015: web archiv ;Zensus 2011 |                                            |                                            |                                            |                                            |

#### Religionszugehörigkeit
| 1829: | 230 evangelische Einwohner                                                       |
| 1885: | 178 evangelisch-lutherische, keine römisch-katholischen und 3 jüdische Einwohner |
| 1961: | 256 evangelische (= 85,33 %), 21 römisch-katholische (= 7,00 %) Einwohner        |

#### Erwerbstätigkeit
| 1867: | Erwerbspersonen: 53 Landwirtschaft, 7 Gewerbe und Industrie, 4 Verkehr, 2 persönliche Dienstleistungen, 1 Gesundheitspflege, 1 Erziehung und Unterricht. |
| 1961: | Erwerbspersonen: 92 Land- und Forstwirtschaft, 68 produzierendes Gewerbe, 8 Handel und Verkehr, 10 Dienstleistungen und sonstiges.                       |

## Politik

### Ortsbeirat
Roßbach verfügt über einen dreiköpfigen Ortsbeirat mit Ortsvorsteher. Nach den Kommunalwahlen in Hessen 2021 ist der Ortsvorsteher Ernst Dix.

### Wappen
Am 31. August 1957 genehmigte der Hessische Minister des Innern das Wappen mit folgender Beschreibung:
| Wappen von Roßbach | Blasonierung: „In Schwarz ein steigendes, silbernes Roß mit roten Hufen und roter Zunge über einem schräggelegten goldenen Bach.“     |
| Wappen von Roßbach | Wappenbegründung: Das Ross versinnbildlicht als redendes Element die Silbe „Roß-“ des Ortsnamens; der goldene Bach die Silbe „-bach“. |

## Sehenswürdigkeiten

### Kulturdenkmäler
Siehe Liste der Kulturdenkmäler in Roßbach

### Naturdenkmäler
- Dicke Eiche mit einem Brusthöhenumfang 7,25 m (2014).[27]
- Alte Eiche mit einem Brusthöhenumfang von 6,02 m (2014).[28]